# Joe Frazier
Pour les articles homonymes, voir Frazier.
 (février 2025).
Si vous disposez d'ouvrages ou d'articles de référence ou si vous connaissez des sites web de qualité traitant du thème abordé ici, merci de compléter l'article en donnant les références utiles à sa vérifiabilité et en les liant à la section « Notes et références ».
Joseph William Frazier (dit Joe Frazier ou Smokin' Joe) né le 12 janvier 1944 à Beaufort en Caroline du Sud et mort le 7 novembre 2011 à Philadelphie en Pennsylvanie, est un boxeur américain des années 1960 et 1970. Il est en son temps le plus grand rival de Mohamed Ali, qu'il est le premier à battre, le 8 mars 1971, au Madison Square Garden.
Poids lourd, il devient champion olympique en 1964, puis champion du monde professionnel WBA et WBC de 1970 à 1973. Il est redouté par ses adversaires pour son style offensif, ses esquives plongeantes et rotatives, et surtout pour l'efficacité de son crochet du gauche.

## Biographie

### Débuts

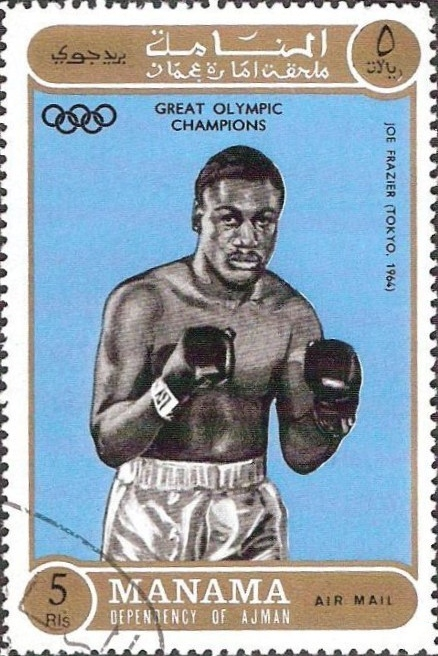
Joe Frazier aux Jeux Olympiques de 1964.

Fils de métayers pauvres, Frazier quitte l'école à l'âge de treize ans pour devenir conducteur de mule, puis, à quinze ans, va à New York travailler dans une fabrique de Coca-Cola, avant de travailler dans un abattoir à Philadelphie, où il commence à boxer.
Découvrant la boxe par hasard, il pratique au départ ce sport simplement pour perdre du poids. Avec une seule défaite en amateur contre Buster Mathis dont il a été le sparring-partner, il espère se qualifier pour les Jeux olympiques de 1964, mais Mathis gagne à nouveau contre lui et devient le représentant des États-Unis dans la catégorie des lourds. À la suite d'une blessure, c'est Frazier qui le remplace et se rend à Tokyo. Ayant éliminé tous ses adversaires par arrêt de l'arbitre, y compris le soviétique Vadim Yemelyanov en demi-finale, contre lequel il se blesse à la main droite, il bat ensuite en finale — avec sa seule main gauche — l'Allemand Hans Huber par décision, et devient le seul boxeur américain de ces Jeux olympiques à remporter une médaille d'or.

### Carrière professionnelle
Frazier commence sa carrière professionnelle l'année suivante dans sa ville, à Philadelphie. Du 16 août 1965 au 25 juillet 1966, il remporte onze combats par KO, ne connait aucune défaite ni aucun nul. Ses victoires sont expéditives ; seul un de ses adversaires[Qui ?] dépasse le 5e round.
Le 21 septembre 1966, "Smoking Joe" (son surnom), se confronte pour la première fois à Oscar Bonavena (surnommé "Ringo"), réputé pour être le « roi des encaisseurs ». Bonavena est le premier à atteindre la limite contre Frazier. Jusqu'au 18 décembre 1967, il affronte encore sept adversaires, notamment George Johnson qui est le deuxième à tenir jusqu'à la limite Frazier l'emportant aux points et surtout George Chuvalo, boxeur confirmé, endurant, encaisseur difficile à mettre KO (ultérieurement, Chuvalo a perdu aux points contre le champion du monde Mohamed Ali), que Joe Frazier bat en quatre rounds.

### Style Frazier
À la fin de l'année 1967, Joe s'est fait un nom. Boxant de Philadelphie jusqu'à Los Angeles et New York, invaincu avec 19 victoires dont 17 KO, ce gros « cogneur » impressionne. Frazier mesure 1,82 m, une taille jugée modeste pour un poids lourd, mais il compense son allonge insuffisante par une puissance de frappe exceptionnelle qui se distingue par ses lourds crochets au corps et surtout son fameux crochet du gauche, le « coup céleste » selon certains journalistes[Lesquels ?]. Bien que Frazier soit droitier, il a fait de son gauche son arme favorite. Autre atout, Frazier est un « bourreau de travail » à l'entraînement et son endurance lui permet de tenir jusqu'au bout de chaque combat sans faiblir, de surcroit, il s'avère être un grand encaisseur dur au mal.
S'il n'est pas considéré comme un grand styliste, Frazier est un adepte du « passage en force » et un spécialiste du corps à corps qui avance constamment et exerce sur l'adversaire une pression constante, en esquivant et parant nombres d'attaques. Sa garde de « bras en croix » et ses esquives plongeantes et rotatives assez rapides pour un boxeur de sa catégorie se montrent efficaces pour venir à bout de ses adversaires, qui finissent toujours par craquer contre ce boxeur difficile à contenir, qui leur assène de multiples crochets du gauche. Ce fameux coup de Frazier viendrait d'une blessure au bras, qu’il aurait subie enfant alors qu'il travaillait à la ferme : celle-ci, mal soignée, aurait déformé son bras, ce qui lui aurait permis d'avoir un crochet du gauche si particulier.

### Champion du monde
En 1968, Frazier se retrouve à New York contre son rival Buster Mathis, ces deux adversaires à la popularité montante font un impressionnant combat. Mathis s'incline au 11e round. Frazier surprend encore en abattant en 2 rounds Manuel Ramos et finit l'année en beauté par une revanche acharnée contre Oscar Bonavena, son autre grand adversaire, qui cette fois encore tient jusqu'au dernier round. Il est alors clair que Frazier est la nouvelle vedette de la catégorie des lourds (en l'absence du champion Mohamed Ali, auquel le titre et la licence ont été retiré, après qu'il a refusé d'être incorporé dans l'armée américaine, alors en guerre au Vietnam ; Jimmy Ellis a été désigné champion à sa place)

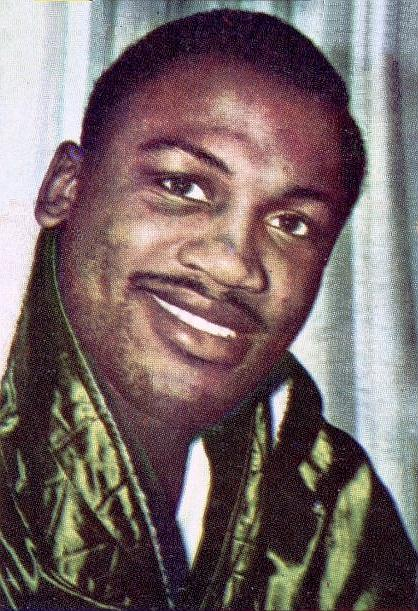
Joe Frazier en 1969.

En attendant de pouvoir se confronter à Ellis, Frazier bat facilement Dave Zyglewicz à Houston en 1969, puis fait une exhibition contre Don Warner et surtout se retrouve vainqueur de Jerry Quarry, le grand espoir blanc de l'époque. Pour la presse, à moins qu'Ali soit autorisé à reboxer, Joe Frazier est le vrai champion. C'est finalement le 16 février 1970 à New York que l'affrontement entre Ellis et Frazier a lieu. Ce dernier bat son adversaire avec puissance et le met KO au quatrième round.
Champion officiel, Frazier sait qu'il sera réellement crédible par une victoire sur Ali et se montre favorable à son retour. Auparavant, en 1967, Frazier a boycotté le tournoi WBA des poids-lourds qui doit trouver un successeur à Ali (après la dépossession de son titre). Il a essayé d'obtenir une licence pour Ali pour un combat en Pennsylvanie mais un des membres de la commission, le joueur de football américain Chuck Bednarik (qui fut artilleur dans l'aviation américaine pendant la seconde guerre mondiale), y fait obstacle. En 1967, la possibilité d'un combat Ali-Frazier à Tokyo au Japon est évoquée, mais le gouvernement américain s'y oppose quand les organisateurs ont voulu faire appel à une réserve indienne[pas clair]. Il a même été envisagé de les mettre ensembles dans un vol 747 et d'organiser un combat entre les deux boxeurs[réf. nécessaire]. Frazier décide alors de se rendre à la Maison-Blanche à Washington pour rencontrer le président américain, Richard Nixon, et lui demande la réhabilitation de Mohamed Ali.
Mais Ali l'ignore et, toujours aussi provocateur, se moque de lui[réf. nécessaire]. C'est le début de leur rivalité (amenée à devenir célèbre) et d'une longue série de diatribes humiliantes d'Ali qui ne cesseront qu'en 1975. Ali appelle Frazier « Oncle Tom », ce qui sous-entend « un noir soumis aux blancs », la pire des insultes pour un afro-américain[réf. nécessaire]. 
Tandis qu'Ali fait sur les rings un retour tonitruant contre Quarry et Bonavena (deux adversaires précédemment battus par Frazier), Smoking Joe défend son titre une première fois contre le réputé Bob Foster. Frazier le met KO en deux rounds. Avec un score de 26 victoires dont 23 KO, ce puncheur est prêt pour affronter un autre champion invaincu, Mohamed Ali.

### The Fight, le combat du siècle

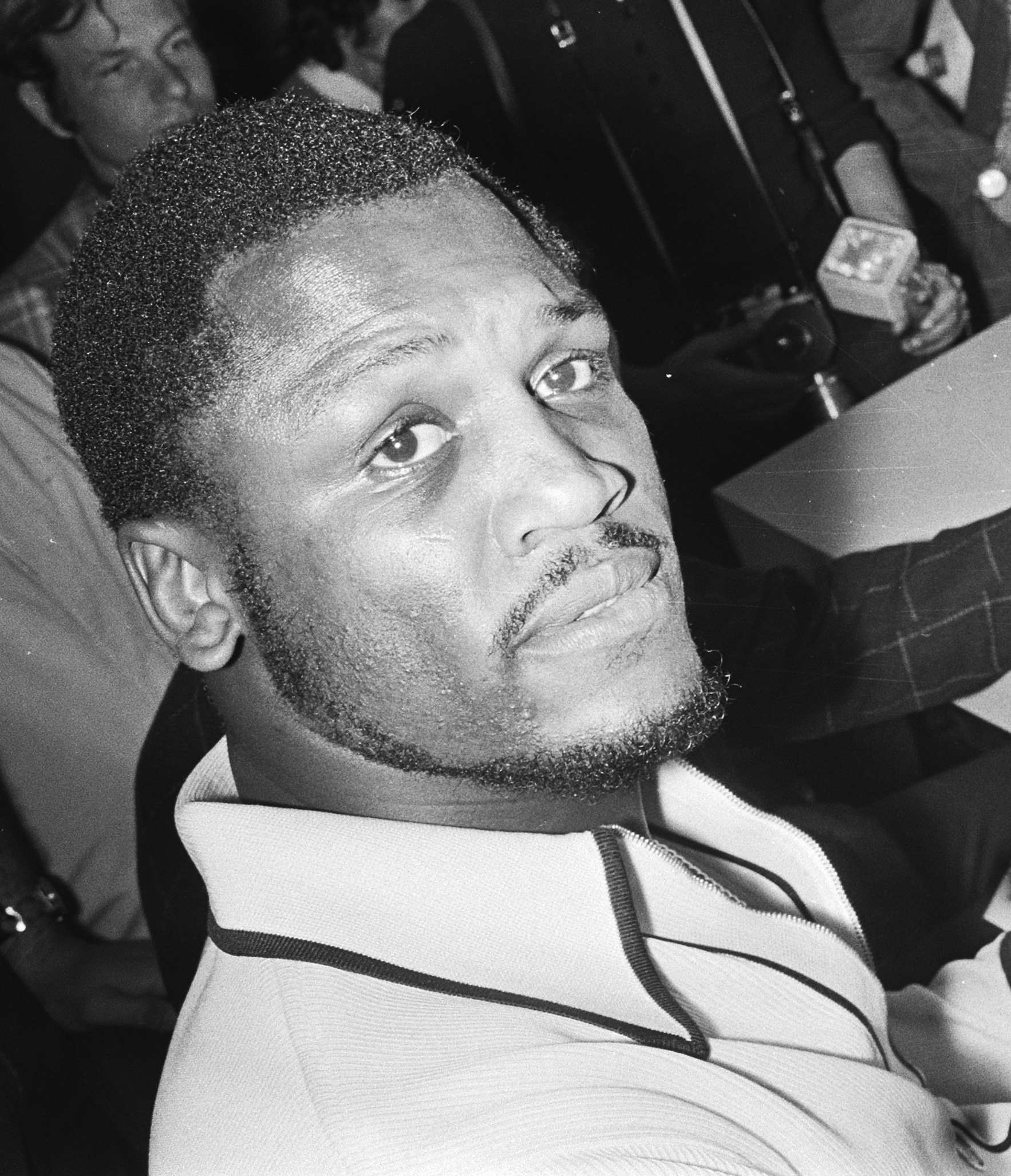
Joe Frazier en 1971.

L'affrontement Ali-Frazier, surnommé « le combat du siècle », est à postériori considéré comme l'un des combats majeurs de l'histoire de la boxe et le premier de leurs trois grands combats qui jalonneront les « très riches années 1970 ». Les deux champions invaincus, vont, pour la première fois dans l'histoire de la boxe, combattre pour le titre unifié des poids lourds. C'est aussi le premier combat à être regardé en masse par des millions de spectateurs à travers le monde. Il reste comme le match le plus important de Joe Frazier, alors à l’apogée de sa carrière.
Le 8 mars 1971, dans un Madison Square Garden rempli à bloc, Mohamed Ali semble être le favori. Très populaire, le charismatique champion, sûr de son bon droit, doit normalement récupérer son titre face à son terne et timide adversaire qu'il n'a eu de cesse de tourner en ridicule. Il sous-estime Frazier pensant être plus motivé. En fait, c'est le contraire qui se produit. Frazier, déçu par l'attitude d'Ali alors qu'il l'a soutenu et voulant surtout effacer son manque de popularité et de crédibilité, va s'avérer être le plus offensif, au grand étonnement du plus grand nombre. Le combat fut suivi massivement par les amateurs à cause des différences de style entre un puncheur lourd adepte du corps à corps et un technicien rapide, spécialiste du combat à distance.
Si Ali entame bien le combat par sa vitesse et sa mobilité, Frazier ne semble pas inquiété et arrive quand même à contrer son adversaire avec son fameux gauche. Au quatrième round, le combat prend une autre tournure. Le tenant du titre réussit à coincer le challenger dans les cordes. Pendant tout le reste du combat, Ali se fait dominer. Aucun de ses coups ne fait plier un adversaire au sommet de sa forme. Les esquives de Frazier sont aussi réussies que les siennes, ses dangereux crochets au corps atteignent tous leur cible.
En fin de 11e reprise, des crochets de Frazier éprouvent Ali qui est au bord du knock-down. Frazier le poursuit d'un coin à l'autre du ring, sous les acclamations d'un public en délire. Pour la première fois Ali est proche de la défaite, mais il termine la reprise debout. À la 15e reprise, les deux adversaires sont épuisés. Mené aux points, Ali doit mettre Frazier KO, mais c'est pourtant Joe qui surprend Ali d'un crochet du gauche qui restera dans l'histoire de la boxe. Ali chute mais se relève à 4, la joue droite terriblement enflée. S'ensuivent quelques accrochages avec son adversaire qui lui permettent de tenir jusqu'au terme du match. Lorsque le verdict est rendu, il est sans appel : Frazier est donné vainqueur aux points avec 8 reprises remportées contre 6 pour Ali, une reprise étant déclarés nulle.
À la fin du match, Frazier vainqueur est lui aussi exténué et tient des propos incohérents aux journalistes qui l'interrogent. Il devra d'ailleurs être hospitalisé. À partir de ce moment, Frazier déclinera, ne pratiquant plus que deux combats par an, pas assez cependant pour se maintenir au plus haut niveau. Afin de récupérer médicalement, il ne prend plus de risque. Il ne fait qu'une simple exhibition à Houston pour le reste de l'année 1971. En 1972, il combat deux boxeurs, Terry Daniels et Ron Stander, qu'il bat facilement.

### Perte du titre
Le 22 janvier 1973 à Kingston en Jamaïque, Frazier affronte enfin le challenger numéro 1, le colosse George Foreman  qui patiente depuis plus d'un an pour le rencontrer. Frazier, qui défend son titre pour la cinquième fois, connaît la force de ce redoutable adversaire. Au 1er round, Frazier et son allonge plus courte que celle de Foreman, plus petit également que son adversaire, ne parvient pas à porter de coups au visage. Foreman le repousse négligemment avec ses deux bras et lui assène crochets et uppercuts. À trois reprises, Frazier se retrouve à terre. Au 2e round, fidèle à son style, Frazier repart à l'offensive, mais est contré par Foreman par de puissants uppercuts, qui à chaque fois le décolle du sol. Par trois fois encore, Frazier est envoyé au tapis. La bouche en sang, il se relève, mais l'arbitre met fin au combat et à trois ans de règne.

### Revanche - deuxième combat contre Ali

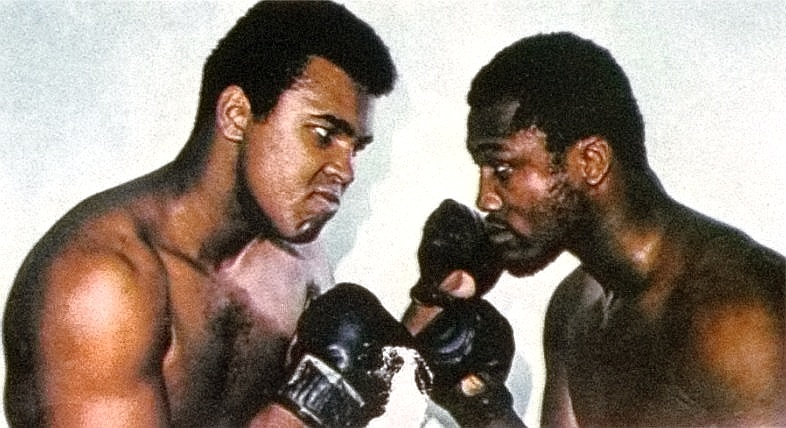
Ali vs Frazier, janvier 1974.

S'il n'est plus champion, Frazier reste l'un des dix meilleurs boxeurs mondiaux et le prouve le 2 juillet 1973 à Londres en gagnant aux points contre Joe Bugner, un boxeur très solide. Le 28 janvier 1974, la revanche tant attendue entre Ali et Frazier se déroule à nouveau au Madison Square Garden, mais l'enjeu n'est plus le même, il ne s'agit plus d'un championnat du monde, mais juste d'un championnat nord-américain. Par ailleurs, la lourde défaite de Frazier contre Foreman est toujours dans les esprits. À 30 et 32 ans, les deux boxeurs ne sont plus considérés comme les plus puissants de la planète qui, invaincus, se disputaient la suprématie mondiale : Foreman semble devoir « régner » pour longtemps et il s'apprête à affronter Ken Norton (premier et sérieux candidat au titre des lourds), en mars 1974.
Ali, cette fois mieux préparé et surtout plus actif que son rival, prend sa revanche. Au 2e round, il est proche de mettre Smoking Joe à terre, quand, alors qu'il reste vingt secondes avant la fin du round, l'arbitre le croyant terminé, interrompt l'offensive d'Ali, une dizaine de secondes plus tard, ayant compris son erreur, le combat reprend pour quelques secondes, Frazier a récupéré et pour Ali l'occasion est manquée. Le combat va au terme des 12 rounds, Frazier aux points, se distinguant à nouveau par son forcing,.

### Troisième combat contre Ali - Thrilla in Manilla
Cette deuxième défaite n'est pas pour redorer la réputation de Frazier qui, proche de la retraite, ne peut espérer qu'une belle lucrative contre Ali. En attendant celle-ci, il donne leur revanche à deux de ses anciennes victimes : Jerry Quarry en 1974 et Jimmy Ellis en 1975. Il les met tous les deux KO. En octobre 1974, au Zaïre, Mohamed Ali revient au tout premier plan en battant à la surprise générale George Foreman par KO et recouvre son titre de champion du monde (The Rumble in the Jungle).
La belle, nommé Thrilla in Manilla, entre Frazier et Ali, a lieu à Manille, aux Philippines, le 1er octobre 1975, Don King ayant accepté la proposition du président Marcos souhaitant redorer le blason de son pays, en pleine loi martiale. La presse boude l'événement à cause des résultats jugés décevants de Frazier. Il est considéré comme un adversaire facile pour Ali qui touche le jackpot de 6 millions de dollars, Frazier en empochant 3. Mais une fois de plus, Frazier va surprendre l'opinion : il sait que ce championnat du monde peut être le dernier de sa carrière et il déteste Ali qui en rajoute en moqueries. Joe Frazier qui entent le lui faire payer sur le ring, se montre très offensif lors du combat, qui demeure son plus violent et puissant.
En fin de matinée à Manille par une chaleur écrasante, Ali monte sur le ring et amuse la galerie en faisant mine de s'emparer du trophée qui reviendra au vainqueur. Il gagne les trois premiers rounds et se moque de Frazier par de multiples provocations. La foule hilare énerve encore plus le challenger. Le combat s'équilibre dans les deux rounds suivants. Si ses esquives plongeantes s'avère moins efficaces et sa garde plus aussi hermétique qu’autrefois, Frazier demeure un redoutable encaisseur. Dur au mal, il réplique par de rapides crochets et, lors de nombreux contre touche Ali. Ce dernier, moins mobile qu'à son habitude (il pèse plus de 100 kg), est souvent enfermé dans les cordes. À partir du cinquième round, Frazier commence à dominer le combat, travaillant son adversaire au corps, rarement à la tête, envoyant des coups puissants dans l'abdomen, le foie et les reins d'Ali, qui encaisse les coups de boutoir du challenger. Ali parvient à enfermer Frazier dans les cordes, mais ce dernier ne recule pas et attaque sans cesse. 
Mohamed Ali reprend le dessus dans les 13e et 14e rounds. Joe Frazier, épuisé ne porte pratiquement plus de coups à son adversaire qui les enchainent, mais résistant il ne cède pas. Durant le temps de repos avant le 15e et dernier round, Ali parait exténué. Frazier a les yeux couverts de sang (le droit est fermé et, depuis le début de sa carrière, il n'a qu'une vision partielle avec l'œil gauche), la bouche sanglante, un gros hématome sur le front ; c'est alors qu'à l'appel pour la dernière reprise, son entraîneur, Eddie Futch, qui a déjà vu plusieurs boxeurs mourir sur le ring, malgré le refus de Frazier, lui interdit de reprendre le combat et signale à l'arbitre que c'est terminé,,. Une décision que Frazier ne lui pardonnera pas.
Ce qu'Eddie Futch ignore alors, c'est qu'Ali était lui aussi au bord de la rupture. Déclaré vainqueur, Ali se lève, entouré par son équipe, un bras en l'air pour saluer la foule, puis victime d'un malaise tombe au sol. Il reprend ses esprits, et quelques instants plus tard, assis dans son coin répond aux journalistes, puis quitte le ring sans fanfaronnades : « C'est terminé entre Joe et moi. Nous avons soldé nos comptes. C'est le combat le plus dur de ma vie. J'ai cru apercevoir la mort » dira t-il. Il est hospitalisé juste après[réf. nécessaire].
En 1988, dans un documentaire[Lequel ?] consacré aux champions des années 1970, Frazier et Ali, enfin réconciliés, se provoquent avec amusement, allant même jusqu'à faire semblant d'engager leur quatrième combat et en réclamant d'urgence un arbitre.

### Derniers combats et carrière d'entraîneur

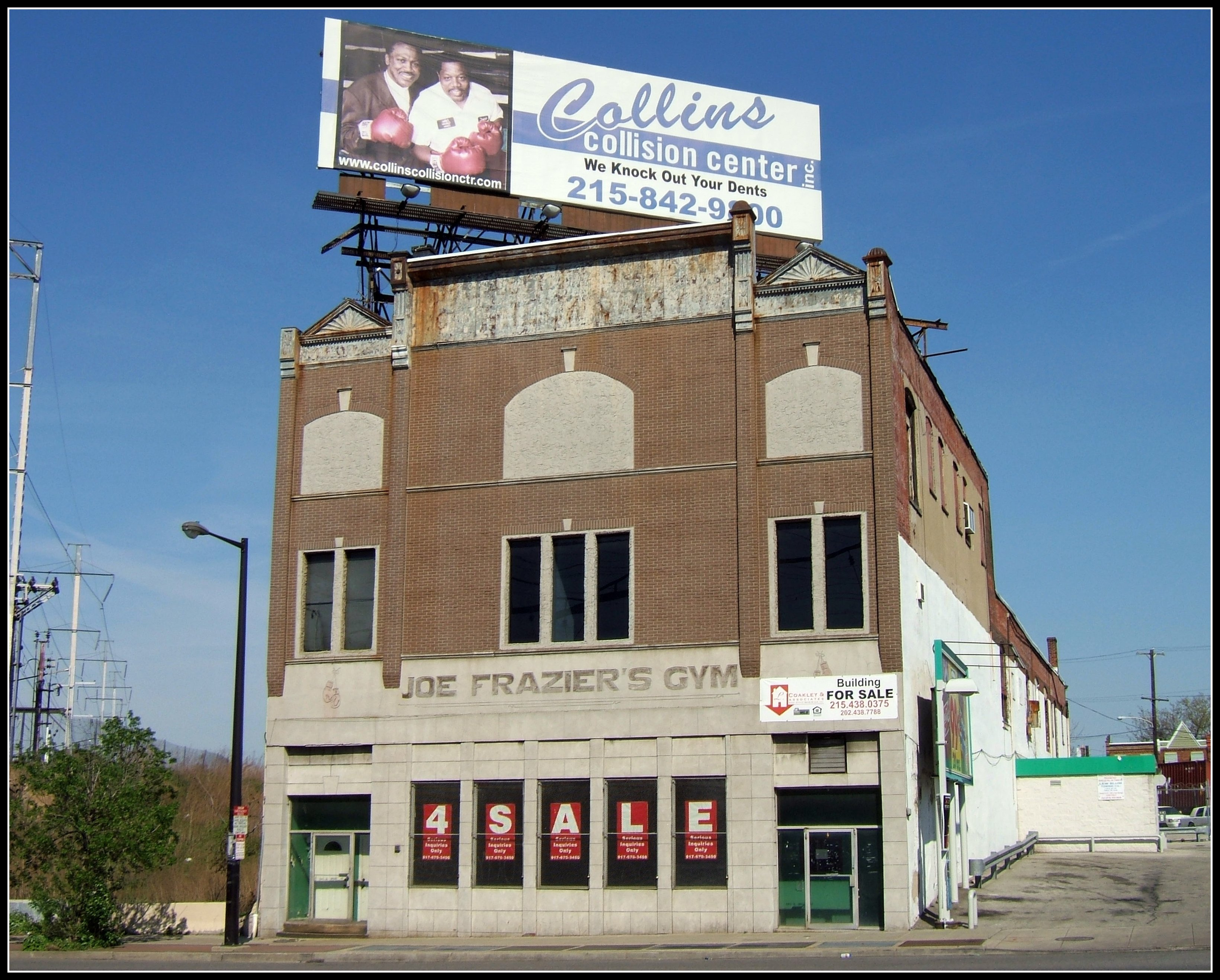
La salle de Joe Frazier, à Philadelphie, où il a passé sa carrière de boxeur et d'entraîneur

Frazier avant de se retirer, souhaite prendre sa revanche contre George Foreman et effacer le souvenir de sa première et sévère défaite mais en vain. La rencontre a lieu le 15 juin 1976. Cette fois Frazier se montre plus mobile et évite les corps à corps. Désavantagé par sa taille et son allonge plus courte, peu de coups touche Foreman et bien que, cette fois plus prudent, Frazier est par deux fois envoyé au tapis à la 5e reprise. Après se second « knock down », Eddie Futch jette l'éponge et arrête Frazier.
Par la suite, il voyage et enregistre un disque avec un groupe appelé les Knockouts. Joe Frazier fait un retour sur le ring, pour un ultime combat en 1981 contre Floyd Cummings (en) à Chicago. Les juges donnent un match nul après 10 rounds.
Il se retire définitivement et entraîne son fils Marvis Frazier (en), amateur de haut niveau (56 victoires, 2 défaites), qui remporte les Golden Gloves dans la catégorie poids lourds en 1979 et sera champion national AAU des poids lourds en 1980. Marvis tente de se qualifier pour les Jeux olympiques d'été de 1980 mais il est battu lors des sélections olympiques américaines par son compatriote James Broad (en) (en raison du boycott américain, Broad ne pourra pas se rendre à Moscou en URSS où ont lieu ces jeux).
La carrière professionnelle de Marvis Frazier sera un échec, à la suite des défaites par KO au 1er round contre les champions Larry Holmes le 25 novembre 1983 et Mike Tyson le 26 juillet 1986. Joe Frazier entraîne également sa fille Jackie Frazier-Lyde (en) dont, ironie du sort, la seule défaite sera concédée à Laila Ali, la fille de Mohamed Ali le 8 juin 2001. Le neveu de Joe, Tyrone Frazier, a disputé le titre de champion WBA des poids mi-lourds contre Virgil Hill en 1990.
D'autres grands boxeurs sont passés par la « Joe Frazier's Gym », notamment Tyrell Biggs, Meldrick Taylor, Bert Cooper (en), ou encore James Smith. En tant qu'entraîneur, Frazier fait généralement passer les gauchers en « vraie garde »  (Orthodox stance (en)), les « fausses pattes » étant selon lui moins sollicités par les managers.
Personnage public respecté, Joe affronte en 2006, à 62 ans, le maire de Philadelphie dans un spectacle pour une œuvre de charité en aide aux toxicomanes.
Le samedi 5 novembre 2011, Joe Frazier, atteint d'un cancer du foie, est en soins palliatifs. Il meurt le lundi 7 novembre 2011 des suites de ce cancer. Ses funérailles se déroulent le 14 novembre à l'Enon Tabernacle Baptist Church de Philadelphie. De nombreuses personnalités assistent à la cérémonie dont, Don King, Larry Holmes, ainsi que son grand rival Mohamed Ali (bien qu'affaibli par la maladie de Parkinson dont il souffre depuis 1984).

## Dans la fiction

### Incarnation au grand et au petit écran

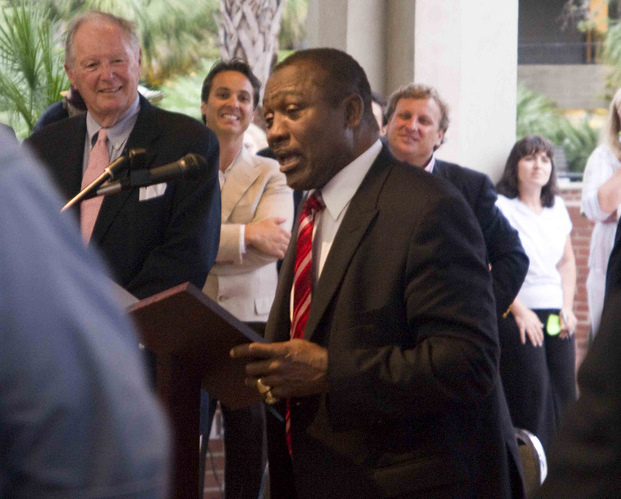
Joe lors d'une remise de prix en 2010

Plusieurs scènes du film Rocky, scénarisé par Sylvester Stallone, sont inspirées des entraînements de Joe Frazier, comme son habitude de courir sur les marches du Philadelphia Museum of Art, ou d'utiliser des quartiers de viande en guise de punching-ball (Frazier était au départ garçon-boucher). Par ailleurs, le boxeur fait une apparition en caméo à la fin du film.
Dans le film Ali (2001), son propre rôle est joué par James Toney, ancien champion du monde. Il apparaît également dans l'épisode des Simpson, « Le Retour du frère prodigue ».
Il apparait dans le film Big George Foreman (2023).

### En BD
- Combat du siècle (Le), scénario : Loulou Dédola - dessin et couleur : Luca Ferrara, Éditions Gallimard, Futuropolis, parue en 2021,  (ISBN 978-2-7548-2541-2)

## Distinctions
- Joe Frazier est élu boxeur de l'année en 1967, 1970 et 1971 par Ring Magazine.
- Frazier - Quarry est élu combat de l'année en 1969.
- Frazier - Ali I est élu combat de l'année en 1971.
- Foreman - Frazier I est élu combat de l'année en 1973.
- Ali - Frazier III est élu combat de l'année en 1975.
- Il est membre de l'International Boxing Hall of Fame dès sa création en 1990.